# Wierzbiczany (Koejavië-Pommeren)

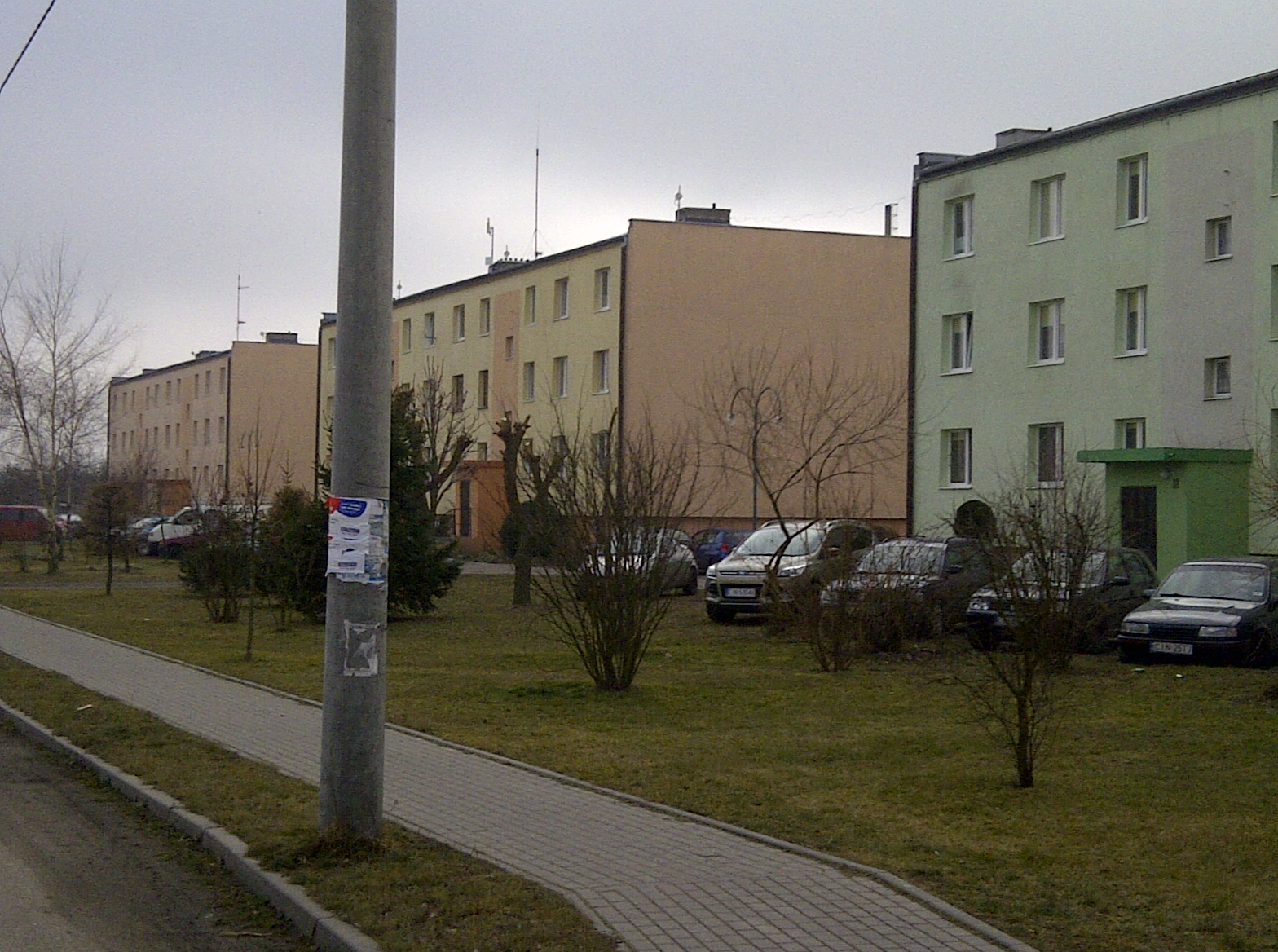
De flatgebouwen in Wierzbiczany

Wierbiczany is een dorp in het Poolse woiwodschap Koejavië-Pommeren. De plaats maakt deel uit van de gemeente Gniewkowo.

## Geschiedenis
Wierzbiczany werd voor het eerst genoemd in 1353. Van 1459-1583 was het dorp in eigendom bij de familie Krotoski, waarna het overging aan de familie Ruszinowski. Daarna is het dorp nog een aantal malen van eigenaar gewisseld.	De laatste eigenaresse was Rodzina von Harnier tot   1945, toen Oost-Pruisen werd veroverd door het Sovjet-leger. In het paleis werd de bureaucratie gehuisvest van staatsbedrijven en gecollectiviseerde boerderijen.

## Sport en recreatie
Door deze plaats loopt de Europese wandelroute E11. De E11 loopt van Den Haag naar het oosten, op dit moment de grens Polen/Litouwen. Ter plaatse komt de route van het zuiden vanaf Parchanie en vervolgt in noordelijke richting naar Gniewkowo.